# MSN (Microsoft)
MSN (vormgegeven als msn) is een collectie internetdiensten van Microsoft. De dienst werd gelanceerd op 24 augustus 1995 onder de naam The Microsoft Network, samen met Windows 95 als internetprovider en online diensten. Sinds de oorspronkelijke lancering is het aanbod aan services van MSN meermaals gewijzigd.
MSN was ten tijde van Windows 95 een simpele online dienst en een vroeg voorbeeld van interactieve multimedia op het internet. Het was ook een van de meest populaire internetproviders. Sinds 1998 werd MSN primair gebruikt als webportaal. In de jaren 90 gebruikte Microsoft de MSN merknaam als promotie voor verschillende populaire webservices, zoals het vroegere Hotmail en Messenger, welke later zouden worden ondergebracht onder Windows Live, terwijl andere diensten, zoals MSN Search, werden ondergebracht onder Bing.
MSN kreeg meermaals een nieuw ontwerp, in 2012 werd ook het logo vernieuwd. In september 2014 kondigde Microsoft aan dat het zijn website volledig zou vernieuwen en dat ook de voormalige Bing-apps voor Windows en Windows Phone zouden worden vervangen door MSN Apps, die ook naar MSN.com, iOS en Android zouden komen.

## Geschiedenis
MSN werd in eerste instantie gezien als tegenhanger van het wereldwijde web alsook concurrent van CompuServe en werd daarom in 1995 geïntegreerd in Windows 95 als The Microsoft Network waar op een Explorer-achtige manier het netwerk kon worden doorzocht en op verschillende plaatsen informatie vandaan kon worden gehaald. Toen het internet een groter succes had vanaf circa 1998, begon MSN zich te richten op de manier hoe het internet nog gemakkelijker kon worden. Het bood tussen 2000 en 2006 verschillende diensten:
- MSN Hotmail, een gratis e-maildienst (opgevolgd door Windows Live Hotmail en daarna Outlook.com)
- MSN Messenger, een gratis chatprogramma (opgevolgd door Windows Live Messenger)
- MSN Explorer, een alternatieve webbrowser
- MSN Search, een zoekmachine (opgevolgd door Live Search, daarna Bing)

De diensten zijn niet onomstreden. Critici wezen erop dat de populariteit vooral te danken was aan de integratie van de portal en zoekmachine in Internet Explorer. Bovendien waren critici bang dat Microsoft via MSN haar invloed probeerde te vergroten, om uiteindelijk een monopoliepositie te bereiken. Eind 1999 deed de rechter hierover een uitspraak in het nadeel van Microsoft.
MSN en zijn diensten verouderden. Er werd na meerdere pogingen tot vernieuwing geen toekomst meer in MSN als internetdiensten-portaal gezien. Met de komst van het toen nieuwe besturingssysteem Windows Vista in november 2006 introduceerde Microsoft het nieuwe platform Windows Live. Het doel ervan was de weg op het internet te wijzen door middel van verschillende gratis diensten. Het heeft e-mail, 'instant messaging'-functie via Messenger, en webloggen met Spaces, contactlijsten, agenda en kalender, uploadbare foto's, online back-up, en mogelijkheden bestanden met contactpersonen te delen. Op de startpagina van MSN staan er in het hoofdmenu koppelingen naar de startpagina van Windows Live.
Vanaf 1999 was MSN Messenger een dienst van MSN. Sinds Windows Live geïntroduceerd werd in 2005, heet het programma Windows Live Messenger en valt het onder andere diensten binnen Windows Live. Dat geldt ook voor Hotmail. Met de uitfasering van Windows Live werd Windows Live Messenger stopgezet en werd Hotmail hernoemd naar Outlook.com.
In 2011 werd de MSN-website volledig vernieuwd. Eerst onderging de internationale MSN-website een facelift, daarna volgden ook de regionale MSN-websites. Ook het logo van MSN werd gemoderniseerd. In 2014 werd een update doorgevoerd en kwam MSN met een aantal apps voor mobiele apparaten en computers. Nieuwe applicaties met de namen MSN Weer, MSN Sport, MSN Eten en drinken en MSN Reizen, zijn in Windows 10 en Windows 8 geïntegreerd. Ook op Windows Phone-toestellen zijn de apps te vinden. Android- en iOS-gebruikers kunnen de applicaties uit hun applicatiestores halen.